# Cycas sexseminifera
Cycas sexseminifera är en kärlväxtart som beskrevs av F.N. Wei. Cycas sexseminifera ingår i släktet Cycas, och familjen Cycadaceae. IUCN kategoriserar arten globalt som nära hotad. Inga underarter finns listade i Catalogue of Life.